# Ива Драшкић Вићановић
Ива Драшкић Вићановић (Београд, 17. април 1965) је доктор филозовских наука, редовни професор и декан на Филолошком факултету Универзитета у Београду.

## Биографија
Рођена је 17. априла 1965. године у Београду, где је завршила основну школу и гимназију. Уписала је 1983. године филозофију на Филозофском факултету у Београду и дипломирала 1987. године темом „Проблем ствари по себи у критичкој филозофији Имануела Канта”.
Уписала је 1987. године постдипломске студије, смер естетика на Филозофском факултету у Београду и 1994. Одбранила магистарску тезу „Укус и морална свест у британској филозофији просвећености”. На Филозофском факултету у Београду одбранила је 1999. године докторску дисертацију „Схватање естетског чула у британској филозофији седамнаестог и осамнаестог века”.
Члан је Филозофског друштва Србије и Естетичког друштва Србије. Од 2006. године члан је уредништва часописа Српског филозофског друштва Theoria. Од 2010. године члан је Извршног одбора, а од 2013. године потпредседник Естетичког друштва Србије
Ива Драшкић Вићановић је кћерка Маје Чучковић, глумице и Љубомира Муција Драшкића, редитеља. Праунука бригадног генерала Југословенске војске и канцелара краљевских ордена Панте Драшкића. Живи и ради у Београду.

## Професионална каријера
Године 2003. изабрана је у звање доцента на Факултету ликовних уметности у Београду где је предавала филозофију уметности. Од 2004. запослена је на Филолошком факултету у Београду, на Катедри за општу књижевност и теорију књижевности, где предаје Естетику. Од 2003. до 2010. године предавала је, поред основног предмета и Увод у филозофију на Филолошком факултету у Београду, семинар за друштвене науке. Од 2003. године предаје Естетику и Историју уметности на Академији уметности у Београду. Држала је 2003. и 2004. године курс Естетика на постдипломским студијама Универзитета уметности у Београду. Од 2010. године држи курс Проблем форме у естетици на докторским студијама Филолошког факултета у Београду. Изабрана је 8. јула 2008. године у звање ванредног професора за ужу научну област Естетика. Од 2002. године има и звање научног сарадника Института за филозофију и друштвену теорију. Од 2010. до 2013. године била је управник Катедре за општу књижевност и теорију књижевности. За редовног професора изабрана је 14. маја 2013. године. Од 2021. године је декан на Филолошком факултету Универзитета у Београду.
Уз педагошки рад учествовала је на више научних пројеката, као и на више домаћих и међународних научних скупова. Аутор је више научних радова, саопштења на научним скуповима националног и међународног значаја и више десетина текстова из области естетике и филозофије уметности.